# عنکبوت‌های ریزه
عنکبوت‌های ریزه (Synaphridae) نام خانواده‌ای از عنکبوتها است.
این خانواده ۳ سرده و ۱۲ گونه را دربر می‌گیرد.